# مورتن اسکوبو
مورتن اسکوبو (انگلیسی: Morten Skoubo؛ زادهٔ ۳۰ ژوئن ۱۹۸۰) بازیکن سابق فوتبال اهل دانمارک است که در پست مهاجم بازی می‌کرد.
وی همچنین در تیم‌های ملی فوتبال زیر ۲۱ سال دانمارک و دانمارک بازی کرده‌است. در تیم ملی فوتبال دانمارک ۶ بازی ملی داشت و ۱ بار گلزنی کرد.